# Elias Fausto
Elias Fausto este un oraș în São Paulo (SP), Brazilia.